# Роторно-керовані системи буріння свердловин
Роторно-керовані системи буріння свердловин — різновид систем буріння свердловин.

## Історія
Перша відома заявка на патент від Крістофера Г. Кросса в 1873 році на «Буровий пристрій для буріння артезіанських свердловин» (https://pdfpiw.uspto.gov/.piw?Docid=00142992), а потім у 1884 році від братів Морріс і Кларенса Бейкерів на «Машину для буріння свердловин» (https://pdfpiw.uspto.gov/.piw?Docid=00292888)

## Загальний опис

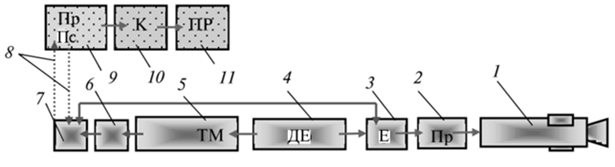
Рисунок 1 — Блок-схема вибійної відхилюючої системи
1 — механізм викривлення; 2 — привод механізму викривлення; 3 — електронний блок управління приводом механізму викривлення; 4 — джерело електроенергії (гідротурбіна або акумуляторні батареї); 5 — телеметрія; 6 — електронний блок телеметрії; 7 — блок передачі і прийому інформації, що передається з поверхні до вибійної системи; 8 — канал зв'язку (гідроімпульсний, електромагнітний); 9 — приймальний пристрій і підсилювач сигналу;
10 — комп'ютер; 11 — прилад для візуального контролю процесу буріння на буровій

Понад 20 % світового обсягу похило-скерованого буріння здійснюється за допомогою роторно-керованих систем (РКС).
Застосування РКС (Power Drive) забезпечує підвищення швидкості прокладання, зниження звивистості, крутильних і осьових навантажень, а також явища підклинювання-провертання (Stіск&S1ір) порівняно з похило-скерованим бурінням із використанням гвинтових вибійних двигунів (ГВД). При використанні РКС забезпечується можливість буріння довших інтервалів із рівномірним діаметром стовбура, що полегшує спускання обсадних колон. У світі поширені РКС таких провідних компаній як «Schlumberger», «Weatherford», «Сіnеmах».
Традиційне похило-скероване буріння нафтових і газових свердловин здійснюється з використанням гідравлічних вибійних двигунів у поєднанні з шарошковими долотами. Цей спосіб має недоліки, що можуть призвести до отримання стовбурів неправильної форми, обмежити довжину буріння, зменшити ймовірність точного попадання у продуктивні пласти. Вказані ситуації виникають через складність очищення свердловини, нагромадження шламу навколо нерухомої бурильної колони та її заклинювання. Надмірне тертя між стінками стовбура і бурильною колоною зменшує можливу довжину свердловини.
На початку ХХІ ст. для проходки вертикальних, похилих і горизонтальних стовбурів активно застосовуються роторні керовані системи (РКС) — rotary steerable system (RSS), в яких руйнування гірської породи здійснюється обертанням долота з бурильною колоною верхнім приводом бурового верстата або ротором, а також відхилюючі системи, що поєднують застосування гвинтових вибійних гідродвигунів і роторних керованих систем.
Роторні керовані системи включають спеціальні долота, оснащені полікристалічними алмазними різцями (ПАР). Застосування таких компоновок дозволяє постійно обертати колону бурильних труб під час скеровування та створює більш швидку і контрольовану систему, яка здатна забезпечити гладкіший, чистіший і довший стовбур свердловини. Така технологія дозволяє заощадити час порівняно з традиційним бурінням, де у компоновці низу бурильної колони застосовуються шарошкові долота, а також провести складний профіль свердловини через задані проектні точки.
Дані системи є найбільш досконалими, а у поєднанні з системами телеметрії і геонавігації перетворилися у досконалі безпілотні засоби дистанційного керування напрямком свердловин, що буряться. Ці системи при високій точності (± 0,1º) і оперативності здатні здійснювати буріння свердловин будь-якої орієнтації у просторі протяжністю до 13 км безперервними рейсами, протяжність яких може становити більше 1 000 м. Сучасна відхилююча система являє собою безпілотний електронно-механічний агрегат, керований дистанційно.
Недоліками роторного керованого способу буріння є підвищені вимоги до технічного і технологічного оснащення процесу буріння свердловини, а також надмірно висока вартість спеціального обладнання та його сервісного обслуговування, що веде до істотного здорожчання бурових робіт.
На рисунку 1 наведена блок-схема сучасної вибійної відхилюючої системи типу РКС.
Відхилюючі системи типу РКС мають автономне джерело електричної енергії 4. Такі системи управляються з поверхні оператором через комп'ютер 10, який формує сигнал, що передається через промивальну рідину або за допомогою електромагнітного випромінювання 8 до вибійної компоновки. У вибійній компоновці за допомогою електронного блоку 3 і системи приводу 2 відхилюючого механізму 1 проводиться орієнтована у заданому напрямку зміна напрямку свердловини. У той же час вбудована система телеметрії 5 веде постійний моніторинг кутових параметрів свердловини, що буриться, і за допомогою електронного блоку 6 і системи перетворення сигналу 7 передає інформацію на поверхню у блок приймання та посилення сигналу 9, а далі в комп'ютер 10 та на прилад для візуального контролю процесу буріння на буровій 11 до оператора. У результаті такої взаємодії формується нове завдання для корегування направлення свердловини, яке реалізується з високою точністю.
Ефективність РКС визначається наступними чинниками:
– поліпшується винос шламу, так як РКС не створює звужених інтервалів стовбура свердловини;
– підвищується швидкість проходки, оскільки ефективний винос шламу перешкоджає його осадженню, що позитивно впливає на процес руйнування породи;
– підвищується швидкість буріння і довжина горизонтального стовбура за рахунок зниження сили тертя між колоною і стінкою свердловини внаслідок обертання усієї колони;
– скорочується ризик механічного і диференційного прихоплень, оскільки немає нерухомих елементів РКС, що контактують з обсадною колоною, відхилювачем або стінкою стовбура свердловини.
Системи РКС дозволяють бурити пологі і горизонтальні свердловини з плавним профілем через відсутність перегинів стовбура (звичних при використанні вибійних двигунів) з більшою довжиною за рахунок зниження сил тертя і кращого очищенням стовбура від шламу. Більш висока проходка з постійним обертанням бурильної колони запобігає імовірність прихоплень бурильного інструменту, скорочує час на очищення стовбура від вибуреної породи і дає ряд додаткових переваг по якості розкриття продуктивного горизонту. Застосування РКС дозволяє бурити протяжні (більше 10 км) горизонтальні стовбури, так як буріння з обертанням бурильної колони знижує імовірність зашламування колони і забезпечує більш високу здатність до проштовхування колони по горизонтальному стовбуру.

## Основні різновиди
Розрізняють два види РКС з відхиленням долота (puch-the-bit) і зі зміною напрямку перекосу долота (point-the-bit). Перший варіант РКС з відхиленням долота припускає набір кривизни фрезеруванням стінки свердловини під дією відхилюючого зусилля, другий — асиметричного руйнування вибою свердловини. У світі поширені РКС таких провідних компаній як «Schlumberger», «Weatherford», «Сіnеmах».

Рисунок 2 — Загальний (схематичний) вигляд РКС, Power Drive компанії «Schlumberger»: а — приймач даних у реальному часі; б — компоновка РКС у зборі; в — гнучка ОБТ із каналом для передачі даних у реальному часі; 1 — гнучка ОБТ; 2 — калібратор; 3 — модуль системи керування; 4 — відхилюючий модуль; 5 — приймач даних; 6 — гнучка ОБТ у розрізі

- Роторна-керована система «Power Drive» компанії «Schlumberger» складається з таких основних елементів:

– гнучкого патрубка для зниження жорсткості компоновки низу бурильної колони (КНБК), можливості зміни параметрів траєкторії свердловини; це канал зв'язку між РКС і телесистемою;
– калібратора, що є третьою точкою контакту зі стінкою свердловини і забезпечує контроль параметрів кривизни. Існують три типи калібраторів: колонний, інтегрований і рукавного типу, що дає змогу варіювати положення і розміри для забезпечення необхідного компонування КНБК;
– модуля системи керування — комплекту геостаціонарної електроніки, що складається з електронних давачів (антен) усередині немагнітних обважнених бурильних труб (НОБТ). Основне призначення — контроль за розташованим нижче відхиляючим (наддолотним) модулем;
– розташованого безпосередньо над долотом відхиляючого (наддолотного) модуля, призначеного для перетворення гідравлічної енергії промивальної рідини на механічну енергію, необхідну для прокладання стовбура свердловини згідно з проєктною траєкторією.
- До нового покоління РКС належить система «Revolution» компанії «Weatherford». За допомогою цієї системи ефективно контролюють викривлення стовбура, при цьому забезпечується плавність його вигину, зменшується жолобоутворення. Основна перевага цієї конструкції полягає в тому, що в системі є статичний (нерухомий) центратор, довжиною 1,3 м без рухомих внутрішніх частин, та елементи, які можуть бути перекриті частинками породи чи кольматантами. При бурінні інтервалів стабілізації у модуль електроніки задають значення зенітного кута і азимуту і РКС «бере керування на себе», і тим самим, за потреби, самостійно корегує траєкторію.

До складу компоновки РКС «Revolution» входять п'ять основних елементів: — відхилювач (нерухомий); — немагнітні обважнені бурильні труби; — модуль електроніки; — акумулятор; — наддолотний калібратор.
Таблиця Характеристика РКС «Revolution» компанії «Weatherford»

- У перших десятиліттях ХХІ ст. при бурінні застосовуються КНБК із системою LWD геофізичних досліджень свердловин (ГДС), які відіграють значну роль у детальній оцінці пласта, особливо при бурінні складних за профілем свердловин із похило-скерованими і горизонтальними стовбурами. Один із таких пристроїв розміщений безпосередньо над системою РКС і є комбінацією сучасної системи телеметрії і ГДС, забезпечуючи гамма-каротаж і визначення питомого опору оточуючих порід.

При застосуванні РКС із комплексом LWD отримують якісні азимутальні геофізичні дані про пласт завдяки незмінності діаметра стовбура, що забезпечується внаслідок використання системи РКС. При цьому отримують високоякісні дані про гладкі і рівні стовбури, з гарантуванням проводження свердловини в центральній частині продуктивного горизонту. Це дає змогу геофізикам виконувати геонавігацію у пластах малої товщини.
- Моторизовані роторні-керовані системи. Технологією передбачається встановлення гвинтових вибійних двигунів (ГВД) у РКС для пришвидшення обертання долота при збереженні точного контролю траєкторії стовбура свердловини.

Роторні-керована система з силовим приводом — це високоефективна система з повністю інтегрованим силовим приводом, у вигляді високомоментного вибійного двигуна, що перетворює гідравлічну енергію промивальної рідини на механічну. Ця енергія у поєднанні з обертанням від верхнього привода бурової установки значно підвищує потужність, яка надходить на долото. Це уможливлює використання для буріння долота PDC і найоптимальніше застосування навантаження на долото, що сприяє підвищенню механічної швидкості проходження. Інтегрована силова секція обертає долото з великою швидкістю, за якої знижуються швидкість обертання основної частини бурильної колони, торсійні вібрації та інші їх види характерні для традиційного роторного буріння.

## Застосування
РКС широко застосовують при бурінні вертикальних свердловин у складних гірничо-геологічних умовах на родовищах, що перебувають на початковій стадії розроблення, коли дані про фізико-механічні властивості гірських порід іще невідомі.
Технологія роторного-керованого буріння ефективна для продуктивних горизонтів малої товщини за потреби виключно точного контролю траєкторії свердловини.
Недоліком системи РКС є те, що у деяких випадках використання долота з РКС може бути неможливе, крім того, в разі неправильного вибору долота може знизитися швидкість проходження.
Ефективність РКС залежить від наземної бурової установки для надання їй необхідної швидкості обертання. Малопотужні бурові установки не забезпечують швидкості, необхідної для максимальної ефективності РКС, зводячи до мінімуму її переваги. Моторизована РКС придатна забезпечити високу швидкість обертання при одночасному збільшенні загальної вартості робіт.

## Інтернет-ресурси
https://commons.wikimedia.org/wiki/Category:Roller_cone_drill_bits
- Drilling Equipment [Архівовано 26 квітня 2017 у Wayback Machine.]
- HALO from Scientific Drilling International (Website)
- RSS from Gyrodata (Website)
- TerraVici RSS from TerraVici Drilling Solutions (Website)
- Well-Guide RSS from Gyrodata (Website)
- Rotary Steerable System from APS Technology (Website)
- Rotary Steerable Motor from APS Technology (Website)
- PowerDrive from Schlumberger (Website)
- AutoTrak from Baker Hughes INTEQ (Website)
- Geo-Pilot and EZ-Pilot from Sperry Drilling Services (Website)
- Pathmaker from Pathfinder (Website)
- Revolution from Weatherford (Website)
- DeviDrill from Devico AS (Website)